# 次元大介
次元 大介（じげん だいすけ）は、モンキー・パンチの漫画作品およびそれを原作とするアニメ『ルパン三世』シリーズに登場する架空の人物。

## 概要
ルパン三世の相棒で射撃の名手。拳銃を持っていない状態から弾丸を発射するまでのスピードが驚異的に速く、その速さは本気を出せば「早撃ち0.3秒」とまで言われるほどである。
顎髭を生やし、主に紺系のスーツ姿でソフト帽を常に着用している。作品によって帽子、スーツ、ネクタイ、ドレスシャツの色が異なる。アニメではほぼ一貫して帽子を深くかぶってはいるものの、『ルパン三世 (TV第2シリーズ)』（以下、『TV第2シリーズ』）では、目線を見せている場面が比較的多いほか、『PartIII』の前半部分では完全に帽子を上げて自然に目を見せる作画で描かれていた。またTV第2シリーズに登場するルパンと出会う前の若い頃は顎鬚を生やしておらず、ハンチング帽を被っていた。また、『PART5』第18話「7.62mmのミラージュ」では野球帽を被るシーンが登場する。
リアクションが激しいシーンやコミカルなシーンに目を見せるケースが多く、テレビスペシャルや劇場版でも一瞬だけ目を見せることは多いが、クールさやシリアスさが強調されているシーンには目を見せることはない。ただし、顔全体を映さずに帽子の陰に目だけが見えるシーンなどは、クールさや鋭さが強調される時である。作品によって、目を見せる頻度が異なる。原作でも時期によっては帽子を上げて表情を明らかにしている。髪は長髪にオールバックが基本だが、アニメの一部では前髪を垂らして目を隠していたりもする。作画上最も重要な箇所である目をほとんど見せないことにより、作画の変化があまり感じられない。
一人称は基本的に「俺」を使用している。
名前の由来は、モンキー・パンチが「四次元」「次元が違う」などといった、「次元」という言葉が大好きであるため。毎日新聞の取材では「”次元大好き"のもじり」と述べている。

### 原作における次元
初出では第10話「ルパン殺し」より、ルパンを追う次元大介刑事（正体はニセルパンを追うルパン）として登場。次の「健在ルパン帝国」で本人が初登場し、ルパンの相棒になるきっかけも描かれている（この話で彼がルパンの幼馴染で、妹がいることが明かされている）。拳銃の名手という設定は五右ェ門加入以降徐々に加味されていったもので、当初は滑稽な役回りも多かった。拳銃はワルサーP38やルガーP08に似た、形式不明の自動式を愛用。『新ルパン三世』以降にはアニメと同じく回転式を使用している場面もある。
アニメ版『荒野に散ったコンバットマグナム』の原作である23話『ウェスタン次元』ではワルサーP38に酷似した銃を使い、分解され国境までの道標にばらまかれた時には「恨むぜルパンめ……俺のワルサーをバラバラにしやがって！」と呟いており、ほぼワルサーP38だと特定できる。原作で特定された次元の愛用銃の数少ない例である。
『新ルパン三世』第1話「ルパン一家勢揃い」では五右ェ門に変装して居合いの腕を披露している。その際、本物の五右ェ門が顔を見せるまでは偽者だということさえ気付かれていなかったことから、原作に限れば居合いの腕も超一流であることがうかがえる。
性格も初期と後期では異なり、初期はルパンと何でも話しあう文字通り「相棒」という名にふさわしい陽気な性格だったが、『新ルパン三世』中期以降口数が少なくなり「寡黙でクールなガンマン」の性格が強くなる。また寝転んで足を組んでいる姿が定番のスタイルになる。

### アニメでの次元
ルパンより落ち着いていてダンディーであるが、五ェ門と比べるとそこまで寡黙・クールでもなく、感情的になることがしばしばある。ルパンと口喧嘩する描写も少なくない。
『TV第1シリーズ』第1話「ルパンは燃えているか……?!」より登場。この時点で既にルパンの相棒となっている。その性格から必要なく過去を語らないため、家族関係などは明かされていない。しかし峰不二子のように特に国籍・正体不明というわけではなく、ルパン、石川五ェ門、銭形警部のように先祖が有名人の家系というわけでもない。『TV第2シリーズ』第148話「ターゲットは555M」では、ルパンに「ガキの頃に縁日の射的で、あと1発のところで弾がなくなって泣きを見たことがある」と打ち明けていた。
酒とたばこをこよなく愛しており、特にタバコに関してはルパンファミリーの中で一番吸っている描写が多い。好きな酒・たばこの種類については後述参照。
殺し屋だったときに因縁のある敵が数多く登場していることから、殺し屋時代以降のエピソードは多く、『TV第2シリーズ』第66話「射殺命令!!」では6年前はニューヨークでの殺し屋、第76話「シェークスピアを知ってるかい」では8年前の冬にも既に殺し屋稼業だったと語っている。殺し屋以外では、時折ボディーガードや用心棒の仕事を受ける描写も見られる。
『LUPIN the Third -峰不二子という女-』（以下、『峰不二子という女』）では、峰不二子と初めて会った際の出来事をきっかけに殺し屋を廃業し、その後引き受けた仕事がきっかけで初めてルパンと会ったことになっている。
凄腕のガンマンであることから、自分の名を上げたがっている他のガンマンなどから決闘を申し込まれるなど、命を狙われることも多く、「次元と帽子と拳銃と」では、「ビッグマックカンパニー」の社長だったガッポリーニが、「次期社長は世界一拳銃の腕が凄い男にする」という遺言を残したことから、副社長であるドン・ハゲロに雇われたミネソタ・ファッツに殺害されそうになるが、ファッツとの戦いに勝ち、ガッポリーニの弁護士から拳銃世界一として認定されると同時に会社の全ての権利を獲得した。ただしその後会社のことをどうしたかに関しては描写が無く不明。
『峰不二子という女』が放送されるまでは、『TV第1シリーズ』第20話「ニセルパンを捕まえろ!」が、アニメで唯一次元が登場しないエピソードであった。
ルパン三世のことは「ルパン」、五ェ門のことは「五ェ門」、不二子のことは「不二子」と呼んでいる。銭形警部のことは「銭形」と呼ぶこともあるが、『TV第2シリーズ』以降は「とっつぁん」と呼ぶことが増えた（特に本人を前にして話すときは「とっつぁん」と呼ぶことが多い）。なお、銭形に関してはルパンと同じく敵ながら親しみに似た感情を抱いており、『TV第2シリーズ』では銭形をからかったり、「（銭形は）憎めないやつなんだ」と言い、茶化すような一言を投げかけて銭形を落ち込ませ、逆ギレさせたこともあったが、ルパンが銭形を助けようとした際には彼に賛同している。
TVスペシャルでは五ェ門とはルパンに次いでコンビを組むことが多く、互いに似たような気質から気も合う。
不二子のことは最も煙たがっている。普段から彼女には冷たい態度をとり、相手にしないことも多い。不二子が人質に取られた際にはまず敵とグルであることを疑っている。こういった経緯もあって「不二子が絡むとろくなことにならない」と愚痴をこぼしたこともある。

## 次元と銃
愛用リボルバー銃は S&W M19 コンバット・マグナム（アニメでは4インチ、『ルパン三世Y』では2.5インチ）。様々な銃器を扱うがこの銃が最も使用頻度が高い。『ルパン三世 EPISODE:0 ファーストコンタクト』では「じゃじゃ馬」と評していて、『ルパン三世 GREEN vs RED』では「40年も使ってる」と語っている。
映画作品や『峰不二子という女』ではS&W M27 .357マグナム（4インチ）を愛用する。『峰不二子という女』第2話で、M27を手にする前はルガーP08を使用していた。
次元は拳銃使用の際にホルスターを使わず、ズボンとシャツの間（もしくはズボンとベルトの間）に挟んで持ち歩くことが多い。パイロットフィルムではスラックスのヒップポケットから抜く描写が（なお、これでは銃が邪魔になって椅子に座れない）、『TV第1シリーズ』の初期オープニングとTVスペシャル『ルパン三世 ルパン暗殺指令』、『EPISODE:0 ファーストコンタクト』ではヒップホルスターを使用している描写が存在する。そのため、作品によって描き方に差異はあるが、ショルダーホルスターを使用しているルパンとは対照的に腰の背部にしまっているのが特徴。
「オートマティックよりもリボルバーが好き」と語ったことがあるようにリボルバーを好んで使っている。TVスペシャル『ルパン三世 1$マネーウォーズ』では、潜入した時に足を踏み外して落下しそうになった時にM19を落とし、同情したルパンからワルサーP38を借りたが、相性の悪さから何度か使用してから返却した（このおかげでルパンは命拾いをした）。その後、M19の代わりにリボルバーのS&W M586を購入し、M19を取り返すまで使用した。ただ、オートマティックの扱いが苦手なわけではなく、『TV第2シリーズ』第145話「死の翼アルバトロス」では、機上でとっさに銭形警部のコルト・ガバメントを抜き、迫り来る複数の熱追尾ミサイルを全弾撃墜しているため、後述のとおり好みで使っている面が強い。ただし、TVスペシャル『ルパン三世 グッバイ・パートナー』では（表向きは）メンテナンスに出しているとの理由で、オートマティックであるSIG SAUER P229を使用したが、これはルパンに対するある種の暗号であり、その一件が解決してからはM19に戻っている。
また、「銃というのはメンテナンスが大事」と考えており、「荒野に散ったコンバットマグナム」の作中で、ルパンから「ハジキ（拳銃）を組み立てることぐらい、目を瞑っててもやれる男だ」とまで言われたほど手入れも上手である。この作品の中で、次元はルパンからの“ハジキは預かった。国境までの目印を置いておく”の手紙通りに部品単位にまでフィールドストリップされ並べられたM19のパーツを一つずつ拾い、かつ組み立てながらストーンマンの銃弾から逃げ続け、最後に残った弾倉はストーンマンに銃弾で弾かれるが、ルパンが支援で撃ち返した弾倉をジャンプして空中でキャッチしてそのまま空中で銃にセットし、着地と同時にストーンマンを射殺するという離れ業をやってのけた。また、『GREEN VS RED』では、道端で出会った少年のリボルバー遊戯銃の故障をいとも簡単に直してしまった。
超一流のガンマンであるため、その腕を買われることもしばしばある。ルパンと組む前は、南アフリカの王家の用心棒だったり（TVスペシャル『ルパン三世 セブンデイズ・ラプソディ』）、ニューヨークマフィアのガルベス一家の用心棒でもあった（TVスペシャル『EPISODE:0 ファーストコンタクト』）。また、アラスカで列車強盗をしていた過去もあり（TVスペシャル『ルパン三世 ヘミングウェイ・ペーパーの謎』）、アメリカ軍の給料輸送車を襲ったことがある。その際に仲間だったマッシュに裏切られて左腕を撃たれ、傷痕が残っている。
『TV第1シリーズ』第9話「殺し屋はブルースを歌う」では中盤、アジトに侵入した敵に利き手である右手を傷つけられた際、敵の車を止めるべく左手で拳銃を撃ったものの外している。次元自身も左腕だと狙いが定まらないという発言をしている。しかし、同シリーズ第2話で練習していた時は、左手で銃を撃ってもしっかり狙いが定まっていた。
なぜリボルバーを愛用しているかについては、殺し屋稼業が長かったせいであるという。リボルバーは構造上ジャム(装弾不良/排莢不良)が発生しない利点や、仮に不発が起こった際に再度引き金を引くだけで次弾が発射可能である利点が存在する。そのため、咄嗟の反応という点ではリボルバーに分があるため、あえてそちらを選ぶケースは実際でも見られ、アメリカ大統領シークレットサービスもリボルバーを採用している。
『ルパン三世(2015年TVシリーズ)』第4話では、劇中での銭形の推測が正しければの場合ではあるにせよ、八方から飛んできた銃弾を紙一重で全弾回避して同士討ちさせるという離れ技をやっている。これは、弾丸そのものを五ェ門のように超人的な動体視力と身体能力でかわしたのではなく、八方のそれぞれの拳銃のタイプ・向けられた銃口から発射された弾丸が当たる位置・銃を構えているのが全員素人で完全な同時発射をできないことを計算し、自分が動くことで向かい側の相手に命中するよう次元が立ち位置や姿勢を数回変えることで成し遂げた。

### 拳銃以外の扱い
拳銃以外にも、狙撃銃や対戦車ライフルなど、あらゆる兵器を使いこなしている。これには、さまざまな軍隊を流れ歩いたという設定があり、「戦争の英雄」と言われたギャランコや、フランス外人部隊の指揮官ギースの下で否応なく数回戦地に送り込まれた戦歴を持つことから会得したスキルでもある。『TV第2シリーズ』第148話「ターゲットは555M」では、直径約2ミリ（推定）の的に風が吹いているにもかかわらず300メートル近く離れた所から狙撃銃で当てることに成功、さらに555メートル離れた所から風力3にもかかわらず先程の2ミリの的に全弾命中させることにも成功している。また、『PartIII』第50話では、原子力潜水艦イワノフの操舵まで行っている。それらのスキルを生かし、ヴェスパニア王国で軍隊の教官を務めていたこともあり、その際は部下から慕われていた（TVスペシャル『ルパン三世VS名探偵コナン』）。コンピュータやルパンオリジナルのメカを操作するシーンも多々ある。テレビスペシャル『ルパン三世 princess of the breeze 〜隠された空中都市〜』では、ダーツの腕前も一流であることが描写されている。
個人としての戦闘能力は、用心棒や殺し屋稼業をしていたと言っても主に射撃面であり、特に武術の心得があるわけではない。そのため五ェ門などが武芸に秀でた殺し屋と戦う時は、「あんなのと当たらなくて良かったぜ」などの発言も時折見られる。しかしながら上記のような幾つかの傭兵体験や、ルパンと共に長年に渡って多くの死線や修羅場を潜り抜けてきただけあって、中途半端なチンピラ連中などでは相手にならないレベルの強さをいつしか自然と身に付けている。また愛用の拳銃が敵の策略によって使えなくなったときは鉄パイプと銃弾を使って即席のライフル銃を作って敵を倒したこともある。新ルパン三世『ルパン一家勢揃い』では、五ェ門に変装し、本物には及ばなかったが見事な剣捌きを見せた。
次元が使用した拳銃以外の主な銃器は以下の通りである。
TVシリーズ
- ストーナー63（汎用機関銃）
- M79 グレネードランチャー
- 迫撃砲（形式不明）
- レミントンM700（狙撃銃） / 『TV第2シリーズ』第148話「ターゲットは555M」
- Desert Tech SRS(en) / 『TV第5シリーズ』第18話「7.62mmのミラージュ」

TVスペシャル
- H&K MP5（短機関銃） / 『ルパン暗殺指令』
- ワルサーWA2000（狙撃銃） / 『ルパン三世 お宝返却大作戦!!』
- TDS M72 LAW（対戦車ロケットランチャー） / 『ルパン三世 盗まれたルパン 〜コピーキャットは真夏の蝶〜』

劇場版
- シモノフPTRS1941（対戦車ライフル） / 『ルパン三世 カリオストロの城』
- H&K HK69（グレネードランチャー） / 『ルパン三世 DEAD OR ALIVE』
- Kar98k（狙撃銃） / 『LUPIN THE IIIRD 次元大介の墓標』

この他自動車を初め、船舶や飛行機などの乗り物の扱いに関してもそれなりかそれ以上にこなしている。

## 容姿
次元のキャラクターデザインはルパンを長髪にして髭と帽子を付け加えて完成した。

### 帽子
帽子を「長年のトレードマーク」と自称しており、『TV第2シリーズ』第152話「次元と帽子と拳銃と」では「特定の規格の帽子（後述）の鍔を射撃のときの照準合わせに使い、着用しなければ命中率が落ちる」という言及があった。言及は「命中率が落ちる」だけで、命中しないとは言われていないが、「次元と帽子と拳銃と」ではほとんど命中していなかった。
この設定はこの回以外では言及が無く、次元は原作やこの回以前の『TV第2シリーズ』第75話「不二子に花嫁衣裳はにあわない」・第137話「華麗なるチームプレイ作戦」、またこれ以後の『PartIII』のオープニング、テレビスペシャル『ヘミングウェイ・ペーパーの謎』、OVA『ルパン一家勢揃い』、本編ではないがCR『ルパン三世 徳川の秘宝を追え』でも帽子なしでも常に変わらぬ射撃の腕を見せている（例外的に『TV第1シリーズ』で右腕を怪我した際に、利き腕ではない左腕で連射して全て外し、次元も「やっぱり左じゃサマにならねえ」と呟いたこともある）。
ただし、射撃の弱点設定とは別に、長年帽子をトレードマークとしてかぶっているため、普段から何か事が起きた時にはかぶり直すなど、帽子を目深にかぶっている方が気分的に落ち着くような示唆の描写は度々描かれている。

### ファッション
おしゃれにはこだわりがあるらしく、『TV第2シリーズ』第128話「老婆とルパンの泥棒合戦」ではおろしたてのスーツに水を浴びせられて怒っている。好みの下着の色は紫で、それに拘るシーンもある（白色ブリーフ着用の場合もある）。ドレスシャツは、アイビー御用達のボタンダウンのブルーを愛用（元来はスーツにボタンダウンシャツは合わせない）。『PartIII』では、ルパンもボタンダウンを愛用するようになった。『LUPIN THE IIIRD 次元大介の墓標』では、「ジバンシィからフェンディまで幅が広い」と発言している。

## 次元と女
アニメの次元は「女嫌い」で通しているが、実際は女性とのロマンス話が多く、女性の扱い方も心得ている。「ルパンより自分の方がもてる」という趣旨の発言をすることもしばしばある。『TV第2シリーズ』第26話「バラとピストル」では、ルパンが惚れていたフラメンコダンサー・リンダからバラの花を投げられた際、ルパンに対して「自分がいつも思っていたこと」として、「ルパンよりも自分の方がハンサムではないのか?」と述べている。
ルパンと違い女性に対してストイックに接することが多い。ルパンには「何が女嫌いだ!お前なんかただのロマンチストだ!」と罵倒されたこともあり、かつての恋人にも同様に「ロマンチスト」と評されている。一方で、『TV第1シリーズ』第17話「罠にかかったルパン」では、妖艶なクラブママの星影銀子の色香に負けて、デレデレしていたこともある。劇場版『カリオストロの城』のクラリスに対しては特に冷たい接し方はせず、むしろ好感を持っていて、ラストでは笑顔で手を振って別れるという態度を見せていた。また、3DCG劇場版『ルパン三世 THE FIRST』も飛行機から飛び降りたレティシアを受け止め、お礼を言われた時は、彼女の顔を見て微笑みながら「どういたしまして」と返し、以後もごく普通に接している。
『ルパン三世Y』によると、「女嫌い」というわけではなく「"女運が悪い"ため女性が信用ならない」という設定になっていて、「最高の女に会っても気を許せるのは一晩だけ」という考えを持っている。そのため、アニメ同様に女性に素っ気ない態度で接している。不二子とわずかに親しくなった回もあったが、基本的には彼女を信用しておらず、不二子が命の危機に瀕したりルパンに助けを求めても次元は「敵とグルなのではないか？」と疑うことから始まる（一方でTV第2シリーズ第152話「次元と帽子と拳銃と」の終盤で不二子から愛用の帽子をプレゼントされた時は満更でもないほど喜んでいた）。
『グッバイ・パートナー』では、アリサの母親が彼の元恋人だったことからロイ・フォレストにアリサを人質として誘拐されてしまい、やむを得ずルパンを裏切ることになってしまったが、事情を知ったルパンたちとともにアリサを助ける。人質だった頃はルパンがかつてクラリスに見せた手品をやろうとしたり、事件後は彼女のコンクールに駆けつけ、演奏を終えるとその場を去るなど何かと気にかけていた。

## プロフィール
- 身長：178cm
- 体重：70kg
  - 公式サイトより。ただし、原作・アニメ本編にこの設定は出てきたことはない。
- 国籍：日本[8]
- 嗜好：
  - 酒
    - バーボン・ウイスキー（特にI.W.ハーパー、ジャックダニエル）、スコッチ・ウイスキー

  - タバコ
    - 愛飲の銘柄はペルメル（ポールモール）のキングサイズだが、劇場版『ルパンVS複製人間』でルパンとタバコを回し吸いする描写があり、劇場版『カリオストロの城』でも灰皿からシケモクを拾うシーンがある。そのため、「次元のタバコ＝シケモク」というイメージが定着してしまっている。なお、次元は一度だけ禁煙をしていた時期があったようだが、達成されたことはない。喫煙量は一日60本[9]。点火の際はジッポーを使用。
    - ルパン三世 (2015年TVシリーズ)ではマールボロに変わっている。

  - 好きな食べ物
ベーコン豆（グリーンピースとベーコンを炒めたもの）[ep 11]。
- 帽子：
  - 主にボルサリーノ製中折れ帽を愛用。サイズ58.25cm、ツバの長さ8.6cm、厚さ1.5mm、ゾウアザラシ・オス4歳の腹の皮製[ep 12]。
- 腕時計：
  - オメガ スピードマスター
  - ロレックス サブマリーナー
  - ゼニス エル・プリメロ（2019年には次元モデル： ゼニス エル・プリメロ A384 リバイバル - LUPIN THE THIRD EDITIONが登場した[10]）
- 愛車：
  - ダッジ・チャレンジャー[ep 13]、フォード・マスタング マッハ1（プロトタイプ）[ep 14]、シトロエン・2CV[ep 15]、パンサー・ウェストウインズFF[ep 16]、ミニクーパー[ep 17]、三菱・500[ep 18]、モーガン・プラス8[ep 19]
- 趣味：
  - 好きな俳優はハンフリー・ボガート、マリリン・モンロー[ep 20]
  - 好きな映画のジャンルはマカロニ・ウェスタン
  - 好きな音楽はクラシック[ep 21]。
- 苦手なもの：
  - 強欲な女性（典型例は不二子）、ニンニク[ep 22] 、挽き肉、放射能[ep 22]、歯医者、（海老フライを含む）海老[ep 23]
- 猫背であり、よくポケットに両手を入れて歩く。
- たびたび虫歯による歯痛に悩まされる。『TV第2シリーズ』の第1話や、TVスペシャル『炎の記憶〜TOKYO CRISIS〜』などで、歯医者を嫌々ながら受診している。
- 水虫を患っているらしい台詞や描写がある。

また、『新ルパン三世』中でルパンの命を狙うライバル・シャードックに「ルパンの陰に隠れているが、実はルパンより切れ者」として頭脳を評価されている。自分を独身貴族と自称したことがある。

## 補足
宮崎駿は「次元はルパンがいなければ、パッとしない殺し屋か用心棒で終わる男。何よりルパンのだめなところに安心を見つけ、ひとえにルパンと並んで歩いている男」という人物設定にしている。また、目は極力帽子で隠すようスタッフに指示している。
基本的に宮崎以外のスタッフも、目は極力描かないようにしているが、TVスペシャルなどでは、中盤にて帽子が脱げ、素顔を晒している。ただしTVスペシャル以降は素顔を晒すのは一瞬だけとなり、帽子を外すシーンが長い場合は何らかの方法で目を隠すようにしており、『バイバイ・リバティー・危機一発!』『ヘミングウェイ・ペーパーの謎』では前髪がたれて目が見えるデザインであり、『セブンデイズ・ラプソディ』『sweet lost night 〜魔法のランプは悪夢の予感〜』ではオールバックのデザインであった。
TVスペシャル『ルパン三世VS名探偵コナン』では江戸川コナンと共に日本人の親子を装いながら探偵調査を行っている。街中を歩きながらコナンに標的を狙撃するならどこから狙うか尋ねられた際に、はぐらかすも手のタコを一瞬だけ見てリボルバーを使い慣れていることを見抜いた彼の発言を聞くと自分のことを二度とパパと呼ばないように釘を刺した。彼の正体が高校生探偵・工藤新一だという事実を後にルパンと不二子から聞かされる。ヴェスパニア王国の法律では王族を裁く権限は国王にしかないと聞き、「お前らは19世紀か?」と評した。また、女王と王子殺害の犯人が雇われたスナイパーではないかと毛利小五郎が推理した際には毛利蘭や王宮のメイド2人の脳裏には次元が浮かべられていた。次元自身はこの一件でコナンや蘭のことは印象に残しており、続編にあたる『ルパン三世VS名探偵コナン THE MOVIE』では窮地に陥った蘭をコナンと共に救出した。

## 配役

### メイン
初代
- 小林清志
  - パイロットフィルム
  - TVシリーズ（『PART1』 - 『PART5』、『PART6 EPISODE 0 -時代-』）
  - TVスペシャル（第1作『バイバイ・リバティー・危機一発!』 - 第27作『プリズン・オブ・ザ・パスト』および『ルパン三世VS名探偵コナン』）
  - 劇場版
    - シリーズ（第1作『ルパンVS複製人間』 - 第10作『THE FIRST』、ただし第4作『ルパン三世 風魔一族の陰謀』を除く）
    - 番外編（『ルパン三世VS名探偵コナン THE MOVIE』）

  - OVAシリーズ（第2作『ルパン三世 生きていた魔術師』、第3作『ルパン三世 GREEN vs RED』）
  - パチンコ（『CRルパンザサード』 - 『Pルパン三世 THE FIRST』）
  - パチスロ（『主役は銭形』 - 『L主役は銭形4』）

例外的な劇場版第4作『ルパン三世 風魔一族の陰謀』を除き、アニメシリーズは一貫して次元役を小林が担当しており、アニメシリーズにおいて最長の担当期間であった。2021年9月6日には高齢を理由に勇退することが発表され、同年10月9日から放送された『ルパン三世 PART6』では、プロローグとなる第0話「EPISODE 0 -時代-」が小林が演じる最後の次元となり、以降の回からは大塚が担当する。
二代目
- 大塚明夫
  - TVシリーズ（『ルパン三世 PART6』）
  - 劇場版
    - シリーズ（第11作『LUPIN THE IIIRD THE MOVIE 不死身の血族』 - ）
    - 番外編（『劇場版シティーハンター 天使の涙』）

  - Webアニメ（『ルパン三世VSキャッツ・アイ』）
  - パチンコ（『eルパン三世 銭形からの招待状』 - ）

劇場版第11作『不死身の血族』は本編では大塚が次元を演じているが、冒頭の「LUPIN THE IIIRDシリーズ」のダイジェスト映像では過去作での小林の声が使用されており、エンドクレジットでも次元役として小林の名前が大塚と共に記載されている。

### その他の声優
- 銀河万丈
  - OVA、劇場版シリーズ（第1作、第4作『ルパン三世 風魔一族の陰謀』）
- 郷里大輔
  - 『ルパン三世 D2 MANGA』
- FROGMAN
  - 『ルパンしゃんしぇい』
- 武内駿輔
  - Webアニメ『LUPIN ZERO』[17]

### 俳優
- 田中邦衛
  - 実写映画『ルパン三世 念力珍作戦』
- ホシノケンジ
  - ミュージカル『ルパン三世 I'm LUPIN』
- 玉山鉄二
  - 実写映画『ルパン三世』
  - Web映画『次元大介』[18]
- 彩風咲奈
  - ミュージカル『ルパン三世 -王妃の首飾りを追え!-』
- 市川笑三郎
  - 新作歌舞伎『流白浪燦星』(ルパン三世)

### 英語吹替版
- アール・ハモンド
全日空機内上映版 - 『ルパンVS複製人間』
- スティーヴ・ブーレン
ストリームライン・ピクチャーズ版 - 『ルパンVS複製人間』、『ルパン三世 カリオストロの城』、『ルパン三世 (TV第2シリーズ)』
- リチャード・エプカー
パイオニア版 - 『ルパン三世 (TV第2シリーズ)』、『ルパンVS複製人間』、『ルパン三世 カリオストロの城』、『ルパン三世 魔術王の遺産』
- ジョン・シュナイダー
マンガ・エンターテイメント版 - 『ルパン三世 カリオストロの城』
- エリック・マイヤーズ
マンガ・エンターテイメントUK版 - 『ルパン三世 ルパンVS複製人間』、『ルパン三世 バイバイ・リバティー・危機一発!』
- ショーン・P・オコネル 
アニメイゴ版 - 『ルパン三世 風魔一族の陰謀』
- クリストファー・サバト（英語版）
ファニメーション版 - 『ルパン三世 くたばれ!ノストラダムス』、『ルパン三世 DEAD OR ALIVE』、『ルパン三世 ルパン暗殺指令』 - 『ルパン三世 1$マネーウォーズ』、『LUPIN the Third -峰不二子という女-』
- ダン・ウォーレン
『LUPIN THE IIIRD 次元大介の墓標』